# سلونته ۱۴۳۶
سیارک ۱۴۳۶ (به انگلیسی: 1436 Salonta، نامگذاری:1936YA) هزار و چهارصد و سی و ششمین سیارک کشف شده‌است که در ۱۱ دسامبر ۱۹۳۶ کشف شد.
قدر مطلق سیارک برابر ۱۰٫۳۰ است.